# 京王1800系電車

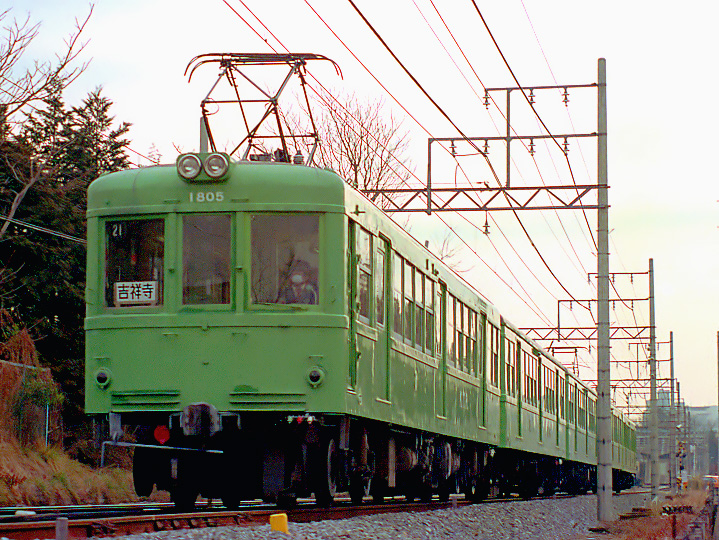
1800系（駒場東大前駅-池ノ上駅間、1978年）

京王1800系電車（けいおう1800けいでんしゃ）は1952年に京王帝都電鉄が井の頭線に導入した通勤形電車である。

## 諸元
デハ1800形
- 自重：39.5t（1801 - 1803）、41t（1804 - 1808）
- 定員：130名
- 全長×全幅×全高：18130mm×2744mm×4040mm
- 製造初年度：1952年
- 製造所：東急横浜製作所（1801 - 1803）、日本車輌製造（1804 - 1808）

サハ1300形
- 自重：27t
- 定員：130名
- 全長×全幅×全高：18130mm×2740mm×3700mm
- 製造初年度：1952年
- 製造所：東急横浜製作所

## 概要

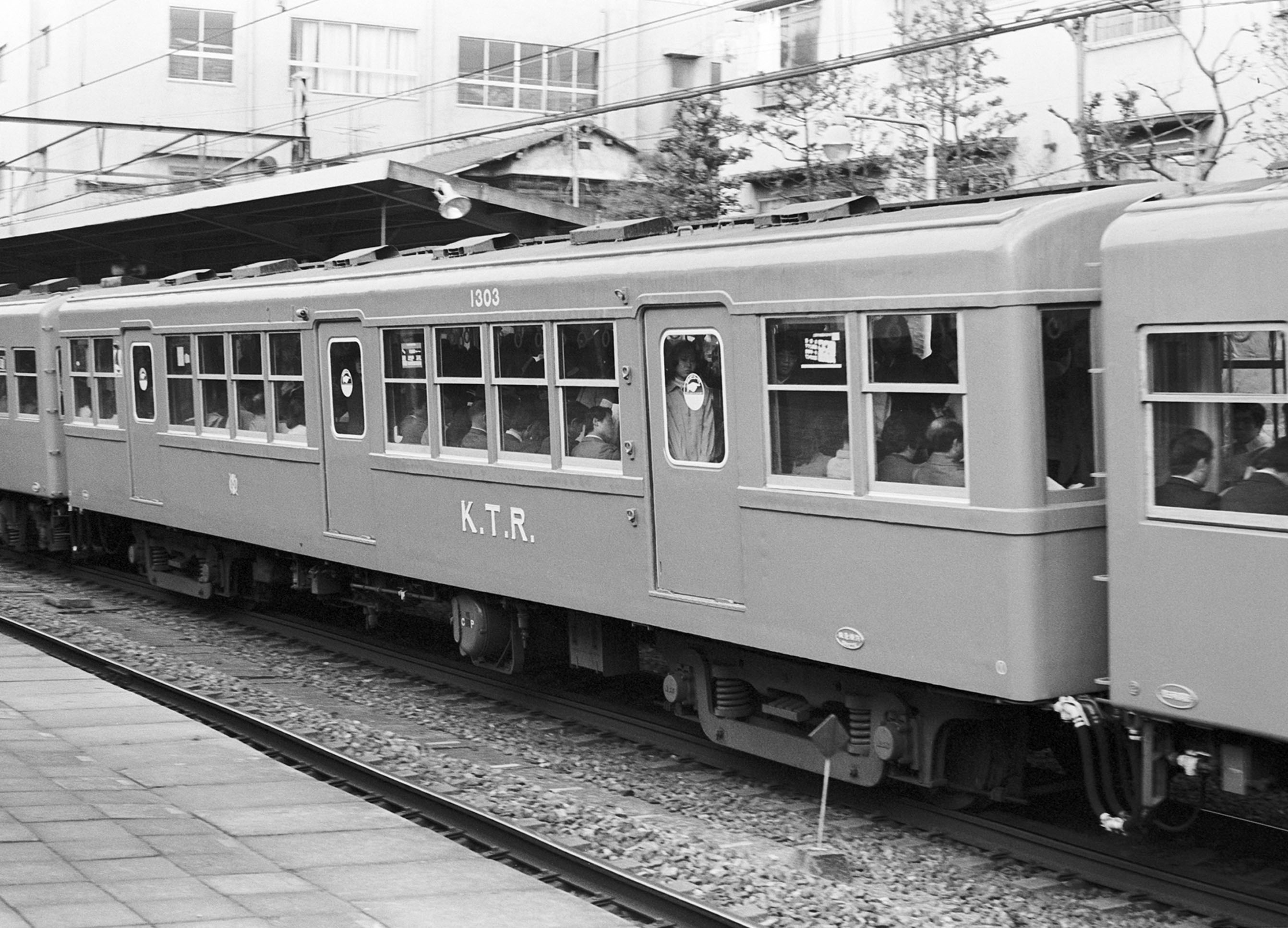
サハ1303

1952年に井の頭線3両編成化に備えて導入された車両。制御電動車デハ1800形が1801 - 1808の8両、デハ1800形と編成を組む付随車サハ1300形が1301 - 1305の5両、2形式計13両からなる。
デハ1800形のうちデハ1804 - 1808は日本車輌製造で新製された増備車で、台車は国鉄払い下げ品のTR-35A・主電動機は同じく国鉄払い下げ品のMT-30である。一方デハ1801 - 1803はデハ1400形の戦災復旧車1402・1403・1406の、サハ1300形は戦災復旧制御車クハ1570形のうち車体更新をされなかった1576・1580・1582・1578・1572の更新名義東急横浜製作所で車体を新製したもので、川崎車輌K-3台車やデハ1800形の電装機器は種車のものを流用している。

## 車両

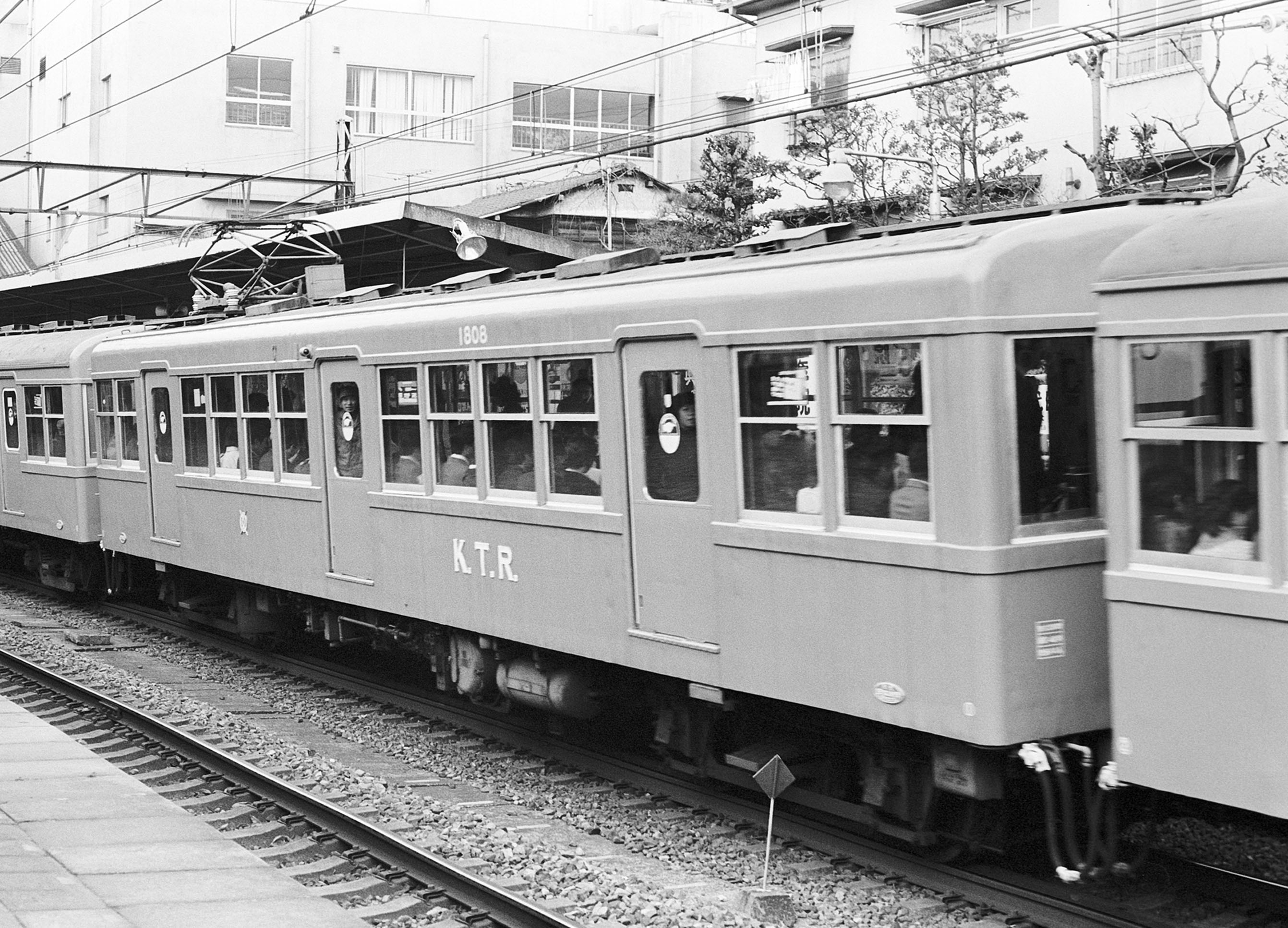
デハ1808

車体はデハ1760形やクハ1570形車体更新車（後のクハ→サハ1250形）と同様の全長18m級のものであるが、張り上げ屋根となっているため雨樋の位置が高い点が特徴となっている。デハ1800形は片運転台で窓配置はd1D4D4D2、サハ1300形は中間車で窓配置は2D4D4D2である。デハ1800形の前面は非貫通の3枚窓で、下部左右にアンチクライマーが設置されている点は前記両形式やその設計の元になったデハ1710形と共通している。
デハ1800形のうち1801 - 1803は前記の通りデハ1400形の機器流用車であるためデハ1804 - 1808とは使用機器が異なる。また1801 - 1803は渋谷向きに運転台が設置されているが、1804 - 1808は吉祥寺向きに運転台が設置されていた。
デハ1800形の前照灯は当初は白熱灯1灯だったが1964年に白熱灯2灯に改造された。更に1970年に1804 - 1808はシールドビーム化がされている。また、1804・1805の台車は1963年に東急車輛TS-117に交換された。
1975年に井の頭線の5両編成化のため、サハ1300形のうち1303 - 1305が1000系の中間車に転用され、貫通扉の拡幅とコンプレッサー装備が行われた。また、この時にデハ1808は運転台が撤去され、中間車化改造がされた。
デハ1804・1807も1979年には編成の中間に入ったことから、1804のパンタグラフ撤去・代用付随車化、1807の棒連結器取り付けによる実質的中間車化がされた。

## 運用
登場当初はデハ1800形-サハ1300形-デハ1800形の3両編成などで使用されていたが、1967年にデハ1800形のうち更新名義車の1801 - 1803がデハ1400形残存車とともに台車を2700系由来の東急車輛TS-101に交換の上、支線用車両として京王線に転属した。
デハ1801 - 1803は1974年に6000系の増備により廃車となり、1802・1803が伊予鉄道に譲渡され、同社では付随車化されサハ510形511・512となっていたが、512が1987年8月3日に、511が1988年9月30日に、それぞれ廃車除籍扱いとされた。
井の頭線に残った車両は3000系の増備とともに朝ラッシュ時用となり、デハ1800形とサハ1301・1302はデハ1900形などと組み、サハ1303 - 1305は前記の通り1000系と組んで使用されていたが、デハ1805・1806が1980年に、その他の車両も1983年 - 1984年にかけて全車廃車となった。
廃車後は全車解体されており、保存目的とした車両も存在していない。